# Point Township (Pennsylvania)
Die Point Township ist eine Township im Northumberland County, Pennsylvania in den USA. Das U.S. Census Bureau hat bei der Volkszählung 2020 eine Einwohnerzahl von 3.832 ermittelt.

## Geographie
Nach den Angaben des United States Census Bureaus hat die Township eine Gesamtfläche von 70,8 km², wovon 65,2 km² Land und 5,7 km² (= 8,01 %) Gewässer sind. Die Township hat einen ländlichen Charakter, und die einzelnen Siedlungen wechseln sich ab mit Feldern, Wiesen und kleineren Waldstücken.
Die in etwa keilförmige Point Township liegt in der Mitte des Countys da, wo der schmale Nordteil auf den breiten Südteil des Countys trifft. Die natürlichen Grenzen sind nach Südosten der Susquehanna River und nach Südwesten dessen westlicher Arm. Im Norden verläuft die Grenze der Township auf der Kammlinie der weitgehend bewaldeten Montour Ridge, die im östlichen Abschnitt auch die Grenze zum benachbarten Montour County bildet. Im Westen, wo die Montour Ridge ihre größte Höhe erreicht, sind nördlich davon die Townships East Chillisquaque und West Chillisquaque benachbart.
Im Südwesten grenzt die Point Township an das Union County mit der Union Township; die Countygrenze verläuft entlang des westlichen Flussufers. Im Südosten verläuft die Grenze im Fluss; hier liegen auf der anderen Flussseite die Upper Augusta Township, die Rush Township und der Borough of Riverside. Der Punkt, an dem sich die beiden Susquehanna-Arme vereinigen, gehört nicht zur Point Township, sondern ist inkorporiertes Gebiet des Borough of Northumberland.
Durch die langgestreckte Lage der Township zwischen Montour Ridge und den beiden Susquehanna-Armen konzentriert sich die Besiedlung der Township auf wenige Ortschaften im Tal. Im Osten der Township liegt entlang des U.S. Highway 11 das Straßendorf Chulasky. In südwestlicher Richtung folgen dann Cameron und Oak Park. Lithia Springs liegt nördlich von Oak Park im Tal des Lithia Springs Creek. Nordwestlich direkt angrenzend an Northumberland liegt außerhalb der Boroughgrenzen Kapp Heights. Dieser Vorort von Northumberland ist benannt nach Kapp weiter flussaufwärts am West Branch Susquehanna River.
Die Point Township liegt vollständig im Einzugsgebiet des Susquehanna River; Gaskins Run, Raups Run, Packers Run und Lithia Springs Creek (mit dem Zufluss Johnson Creek) sind rechte Nebenflüsse des Hauptstamms des Susquehanna River.

## Demographie
Zum Zeitpunkt des United States Census 2000 bewohnten Point Township 3722 Personen. Die Bevölkerungsdichte betrug 57,1 Personen pro km². Es gab 1523 Wohneinheiten, durchschnittlich 23,4 pro km². Die Bevölkerung in Point Township bestand zu 98,55 % aus Weißen, 0,35 % Schwarzen oder African American, 0,21 % Native American, 0,38 % Asian, 0 % Pacific Islander, 0,11 % gaben an, anderen Rassen anzugehören und 0,40 % nannten zwei oder mehr Rassen. 0,70 % der Bevölkerung erklärten, Hispanos oder Latinos jeglicher Rasse zu sein.
Die Bewohner Point Townships verteilten sich auf 1443 Haushalte, von denen in 27,9 % Kinder unter 18 Jahren lebten. 64,4 % der Haushalte stellten Verheiratete, 6,0 % hatten einen weiblichen Haushaltsvorstand ohne Ehemann und 26,7 % bildeten keine Familien. 21,6 % der Haushalte bestanden aus Einzelpersonen und in 10,6 % aller Haushalte lebte jemand im Alter von 65 Jahren oder mehr alleine. Die durchschnittliche Haushaltsgröße betrug 2,44 und die durchschnittliche Familiengröße 2,81 Personen.
Die Bevölkerung verteilte sich auf 20,2 % Minderjährige, 4,5 % 18–24-Jährige, 26,2 % 25–44-Jährige, 28,1 % 45–64-Jährige und 21,0 % im Alter von 65 Jahren oder mehr. Der Median des Alters betrug 44 Jahre. Auf jeweils 100 Frauen entfielen 93,7 Männer. Bei den über 18-Jährigen entfielen auf 100 Frauen 89,2 Männer.
Das mittlere Haushaltseinkommen in Point Township betrug 43.276 US-Dollar und das mittlere Familieneinkommen erreichte die Höhe von 49.211 US-Dollar. Das Durchschnittseinkommen der Männer betrug 34.054 US-Dollar, gegenüber 22.708 US-Dollar bei den Frauen. Das Pro-Kopf-Einkommen belief sich auf 20.251 US-Dollar. 5,3 % der Bevölkerung und 4,2 % der Familien hatten ein Einkommen unterhalb der Armutsgrenze, davon waren 4,7 % der Minderjährigen und 8,8 % der Altersgruppe 65 Jahre und mehr betroffen.

## Bildung
Die Point Township gehört in den Zuständigkeitsbereich des Shikellamy School District mit Sitz in Sunbury.